# Mittensamarbetet
Ej att förväxla med mittensamverkan i Sverige.
Mittensamarbetet är en benämning på det organiserade samarbete som mot slutet av 1960-talet i Finland etablerades mellan Centerpartiet, Svenska folkpartiet och Liberala folkpartiet. 
Centerpartiet hade efter valet 1966 förlorat sin position som Finlands största och inflytelserikaste parti, varför man hade ett visst behov av att liera sig med de mindre partierna i den politiska centern, och därigenom skapa en borgerlig motvikt till socialdemokraterna. Samarbetet möjliggjordes av likartade uppfattningar både i utrikes- och inrikespolitiken, men blev snabbt också ett sätt att maximera det politiska inflytandet, i en situation då Samlingspartiet inte fanns med i bilden som regeringspolitisk partner. 
Mittensamarbetet inleddes våren 1967 mellan Svenska folkpartiet och Liberala folkpartiet, personifierade av partiordförandena Jan-Magnus Jansson och Mikko Juva, och mot slutet av detta år anslöt sig även Centerpartiet med Johannes Virolainen i spetsen. Samarbetet mellan de tre partierna fungerade tämligen väl under 1970-talet, men dess fundament raserades på 1980-talet sedan Virolainens efterträdare hade integrerat Liberala folkpartiet, som därefter gick mot sin upplösning. Den definitiva slutpunkten för mittensamarbetet i den ursprungliga tappningen kom 1987, då Centerpartiet och Svenska folkpartiet gick skilda vägar vid bildandet av regering.